# Crucea imperială a Sfântului Imperiu Roman

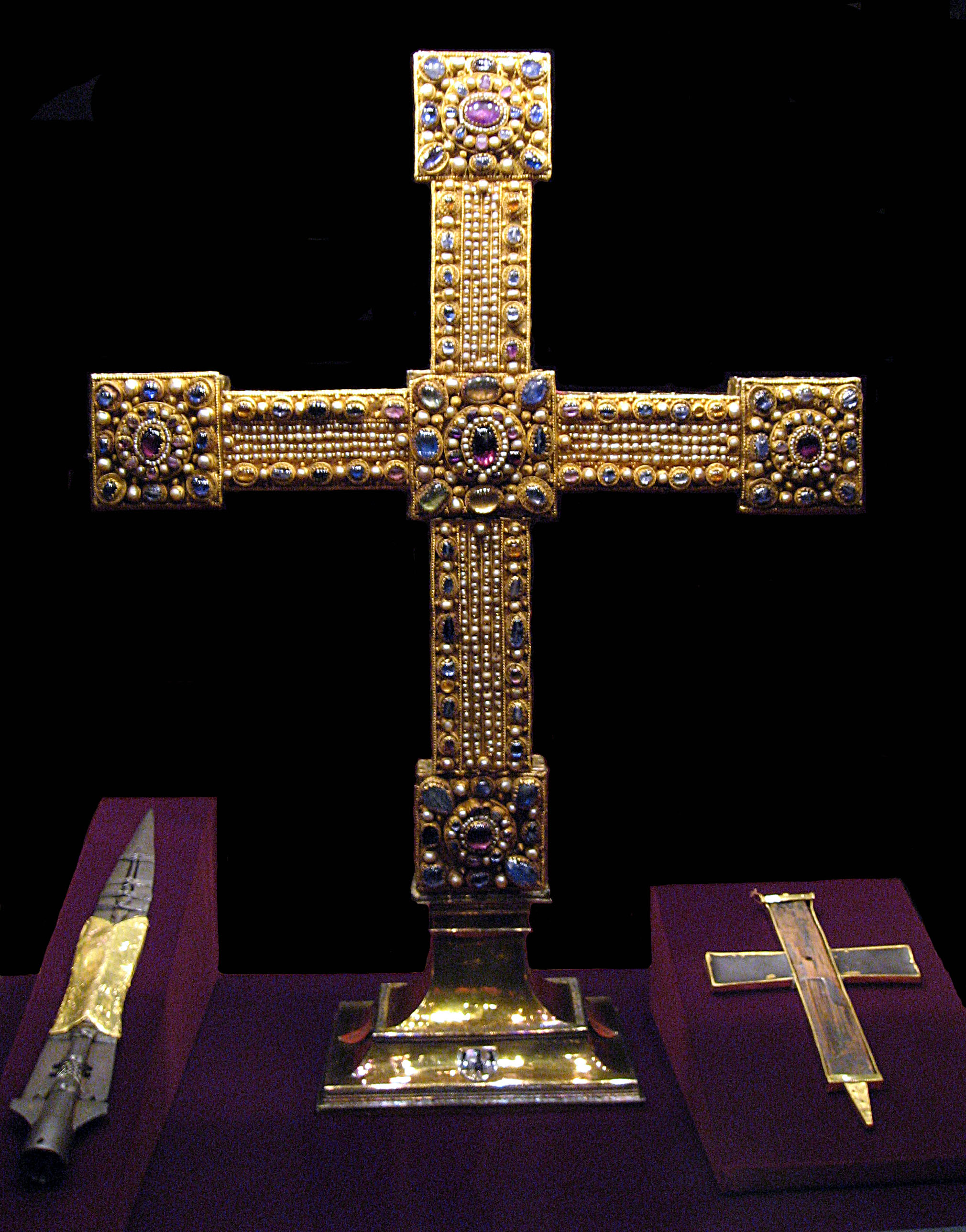
Crucea imperială cu sfânta lance (la stânga) și cu o bucată din Sfânta Cruce (la dreapta), în camera tezaurului din Palatul Hofburg, Viena.

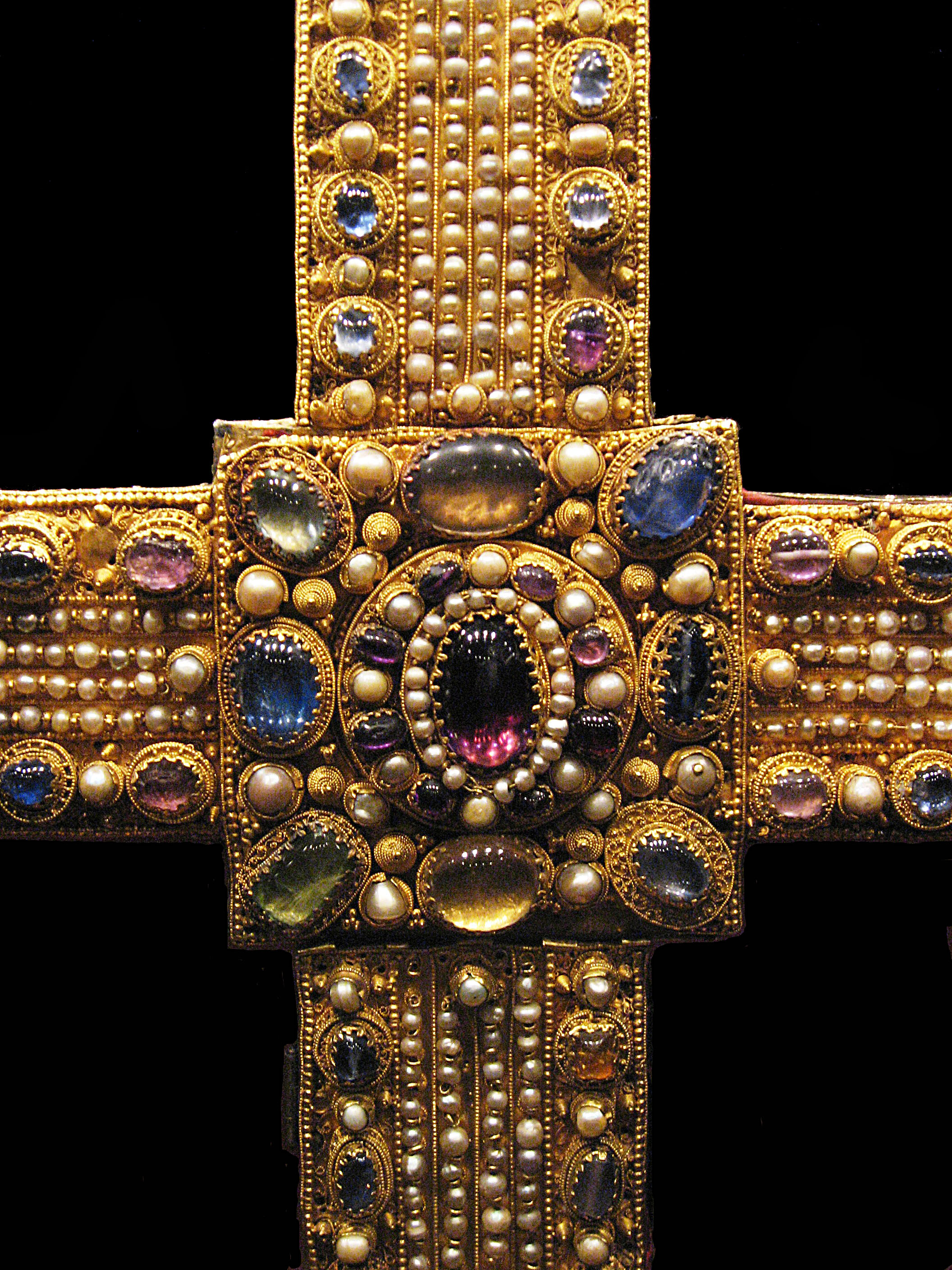
Detaliu al crucii imperiale

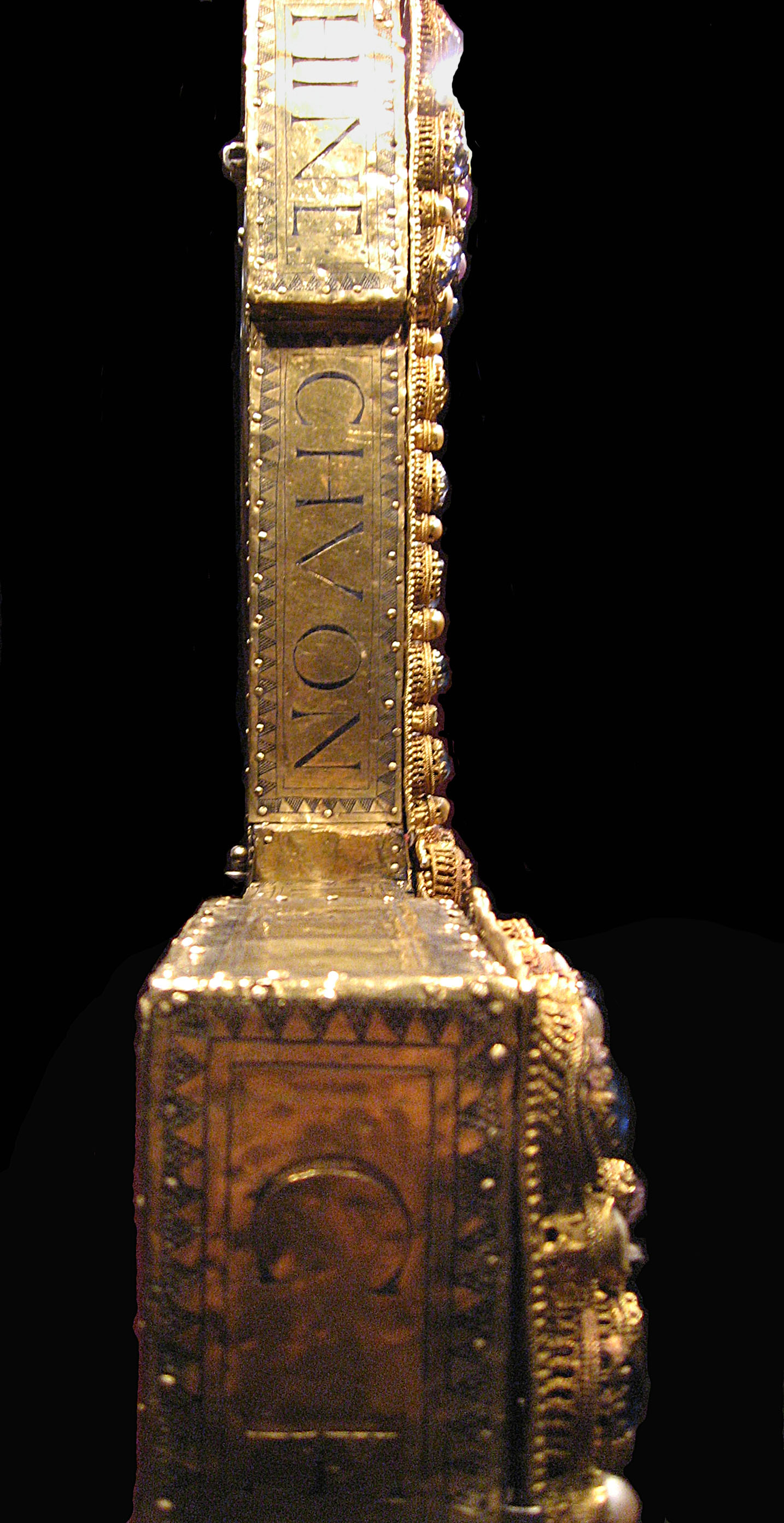
Vedere laterală cu inscripție a crucii imperiale

Crucea imperială este unul dintre însemnele imperiale ale Sfântului Imperiu Roman. Este goală pe dinăuntru pentru a adăposti ambele „mari relicve ale lui Cristos”: sfânta lance în brațul orizontal și o bucată din Sfânta Cruce în partea inferioară a brațului vertical. Crucea imperială este relicvariul inițial al moaștelor imperiului. Ea este păstrată în camera tezaurului imperial din Palatul Hofburg. 